# 덕정초등학교 (경기)
덕정초등학교는 대한민국 경기도 양주시 덕정동에 있는 공립 공립 초등학교이다.

## 학교 연혁
- 1932년 5월 1일 양주군 회천공립보통학교 개교
- 1938년 4월 1일 덕정공립심상소학교로 개칭[1]
- 1941년 4월 1일 덕정공립국민학교로 개칭[2]
- 1981년 3월 10일 병설유치원 개원, 특수학급 설치
- 1996년 3월 1일 덕정초등학교로 개칭[3]
- 2004년 8월 30일 학교 숲 조성
- 2008년 2월 27일 덕정어린이 도서관 개관
- 2008년 7월 1일 영어체험관 설치
- 2009년 6월 1일 음악실 설치
- 2009년 6월 22일 독서공원 조성
- 2011년 2월 22일 역사관 개관
- 2012년 8월 30일 화장실 리모델링 사업
- 2013년 8월 29일 운동장 놀이시설 설치
- 2018년 3월 1일 제34대 유훈균 교장 취임
- 2020년 1월 23일 제85회 졸업식(59명, 누계 11958명)
- 2020년 3월 2일 일반학급 13학급, 특수순회 1학급, 유치원 1학급 편성

## 학교 상징
- 우리 학교 꽃 - 철쭉
  - 진달래과의 낙엽 관목 꽃은 5월에 피며 연한 분홍색
  - 어린 가지에 선모가 있다.
  - 내 고장과 우리 학교를 사랑하는 마음을 갖자.
- 우리 학교 나무 - 은행나무
  - 은행나무과의 침엽교목으로 침엽수이며 암수 딴 그루
  - 열매나 잎은 식용이나 약재로 쓰임
  - 건강하고 남에게 해를 끼치지 않는 봉사정신을 본받자.
- 우리 학교 새 - 까치
  - 까마귀과로 둥지를 중심으로 사철 한 곳에서 살고, 까치가 울며 반가운 소식이 있다고 하며, 은혜를 입으면 꼭 보답하는 새로 여김.
  - 남에게 즐거움을 주고 예절을 지키는 마음을 갖자.

## 참고 자료
- 덕정초등학교 - 한국교육학술정보원 학교알리미